# Phytophthora capsici
Phytophthora capsici és un fong heterotàlic patogen que afecta a diferents famílies de plantes com les lleguminoses, les solanàcies i algunes cucurbitàcies (com per exemple el cogombre). Produeix putrefacció. Són protists filamentosos semblants superficialment als fongs. En la fase de reproducció sexual es caracteritzen per la presència de zoospores biflagelades amb un flagel cap endavant i un despullat cap endarrere.